# Paraleyrodes bondari
Paraleyrodes bondari là một loài côn trùng cánh nửa trong họ Aleyrodidae, phân họ Aleurodicinae.
Paraleyrodes bondari được Peracchi miêu tả khoa học đầu tiên năm 1971.